# Jugendhochschule „Wilhelm Pieck“

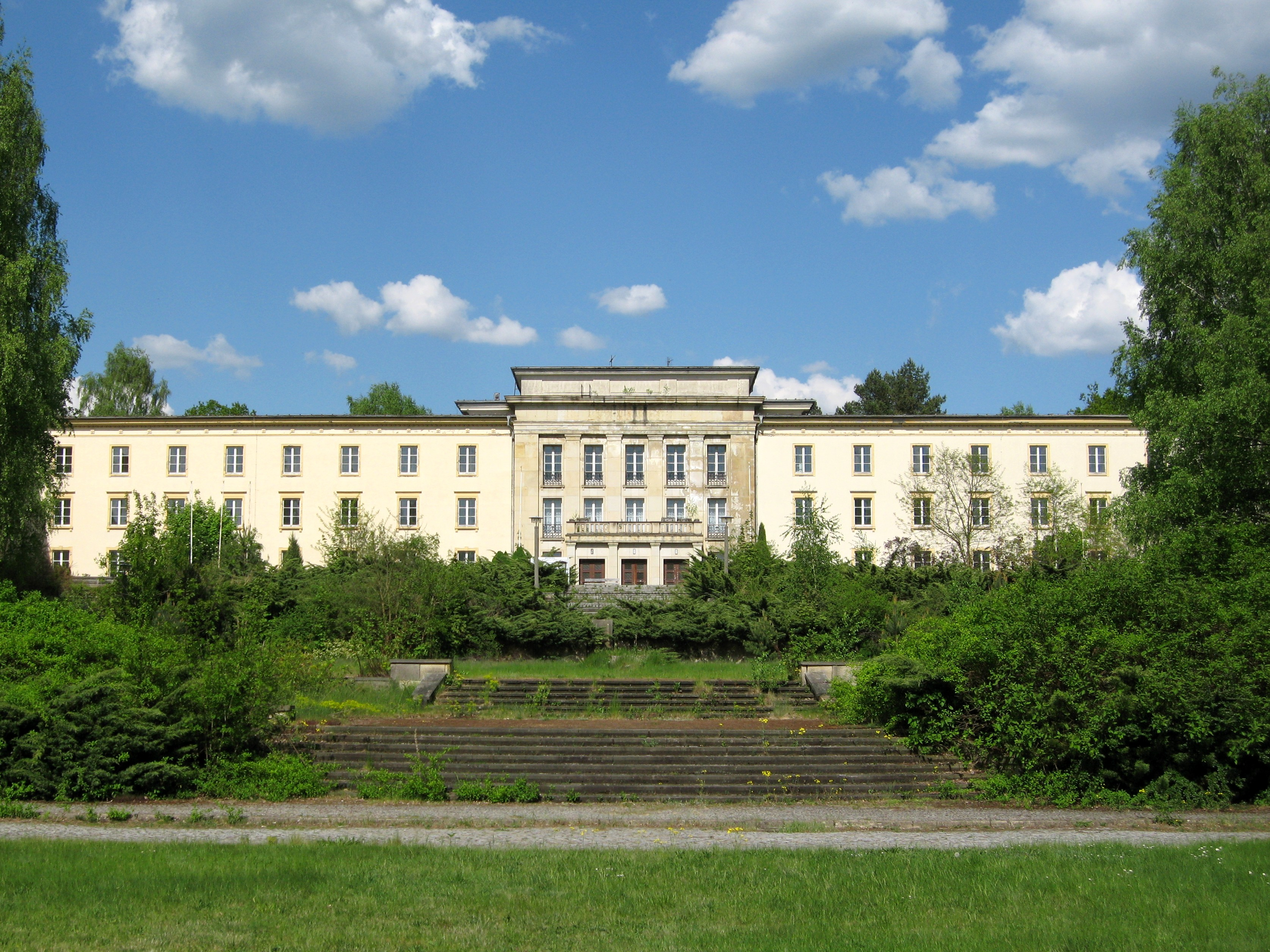
Lektionsgebäude, ab 1951 errichtet, im Jahre 2008

Die ehemalige Jugendhochschule „Wilhelm Pieck“ (auch: Zentraljugendschule der Freien Deutschen Jugend, polemisch: Rotes Kloster) befindet sich nordwestlich des Bogensees in Wandlitz, Landkreis Barnim, im gleichnamigen Wohnplatz Bogensee.
Sie war eine Schulungsstätte der FDJ von 1946 bis 1990 auf dem Gelände des Waldhofs am Bogensee-Landsitzes, wo sich auch das Landhaus von Joseph Goebbels befindet.
Die Hochschule erhielt 1950 ihren Namen und wurde 1951 nach Hermann Henselmann im Sozialistischen Klassizismus erstmalig erweitert. 1980 erfolgten weitere, auf internationale Studenten abgestimmte Ergänzungsbauten. Vor Ort ausgebildet wurden unter anderem auch die Brigaden der Freundschaft der DDR und Aufbaulehrgänge für Angehörige der Hauptverwaltung Aufklärung (HVA) durchgeführt.
Die Hochschule galt als „Kaderschmiede“, auch wenn im Unterschied zu herkömmlichen Universitäten bei Abschluss lediglich Zertifikate vergeben  wurden.
Ein Arbeitskreis sammelt Erinnerungsstücke.

## Geschichte

### 1945 bis 1990
Das Gelände am Bogensee, bewacht von einer SS-Eliteeinheit, wurde während der Schlacht um Berlin Ende April 1945 von Truppen der Roten Armee besetzt. In der folgenden zehnmonatigen Nutzung durch die sowjetischen Streitkräfte diente es vorübergehend als Lazarett. Nachdem die Militärangehörigen am 27. Februar 1946 das Gelände verlassen hatten, wurden das Gelände und die Gebäude Anfang März 1946 an den Provinzialjugendausschuss übergeben. Kurz darauf wandte sich Erich Honecker, Mitbegründer der Freien Deutschen Jugend (FDJ), an die Sowjetische Militäradministration in Deutschland (SMAD) mit der Bitte um Einrichtung einer zentralen Jugendleiterschule, die nach Zustimmung ab Anfang April 1946 durch das Zentrale Organisationskomitee der FDJ im Gebäudekomplex am Bogensee eingerichtet wurde. Die Zentralschule der FDJ trug in der ersten Zeit den Namen Waldhof am Bogensee, der noch aus der Vorkriegszeit stammte und über dem Haupteingang des Goebbels-Landsitzes angebracht war.

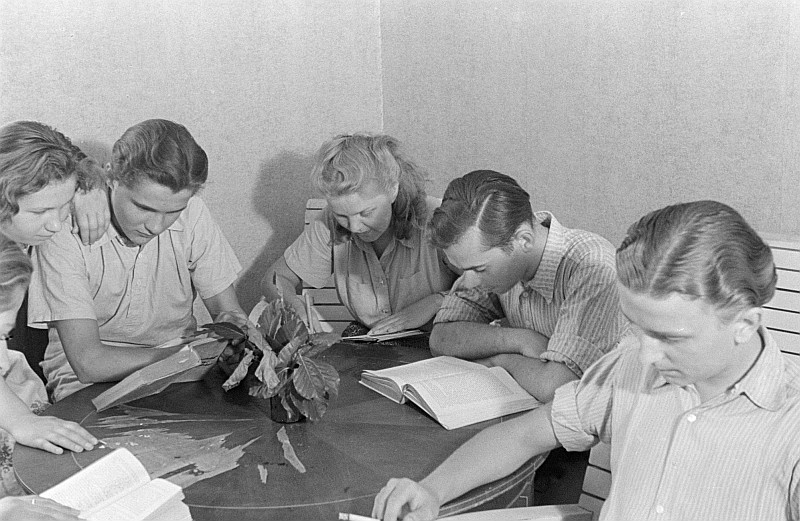
Studenten der Jugendhochschule (1947/48)

Im Landhaus wurden ein Kindergarten, eine Konsum-Verkaufsstelle, ein Friseur sowie Wohnräume für Direktor und Verwaltungsleiter untergebracht. Im Mai 1946 begann der erste Lehrgang in der provisorisch hergerichteten Jugendschule. Zu den ersten Dozenten gehörte Wolfgang Leonhard.
Im Jahre 1950 erhielt die FDJ-Jugendhochschule den Namen des damaligen DDR-Präsidenten Wilhelm Pieck. Am 16. Oktober 1951 wurde der Grundstein für die Erweiterungsbauten der Hochschule gelegt – Lektionsgebäude, Internat (Hörerwohnhäuser genannt) und Gemeinschaftshaus sowie die Gestaltung der innerhalb des Komplexes gelegenen Frei- und Grünflächen. Die Arbeiten erfolgten nach Planungen und unter Leitung des Architekten der Berliner Stalinallee, Hermann Henselmann, im Stil des Sozialistischen Klassizismus. Zunächst kamen die Schüler aus allen Teilen Deutschlands, später empfing die Jugendhochschule immer mehr Jugendliche aus den befreundeten sozialistischen Ländern. Deshalb wurde in einer zweiten Bauphase nach 1980 im Landhaus ein Restaurant für repräsentative Zwecke eingerichtet und weitere Neubauten – eine Sporthalle, ein Heizhaus und ein weiteres Internatsgebäude – ergänzten den Hochschulkomplex. Im Lektionsgebäude wurde die zweitgrößte Simultananlage der DDR mit 18 Fremdsprachenkabinen und 560 Sitzplätzen eingerichtet. Das ehemalige Gästehaus, das heutige Forstamt, wurde zu Kindergarten und -krippe umgestaltet.
Ab Mitte der 1970er Jahre absolvierten auch Studenten aus kapitalistischen Ländern die Jugendhochschule, darunter SDAJ-Mitglieder aus der Bundesrepublik Deutschland, DKU-Mitglieder aus Dänemark sowie Studenten aus Griechenland, Chile oder Grenada. Einige Studenten hatten sich unter falscher Identität immatrikulieren lassen, da sie in ihren Heimatländern politischer Verfolgung ausgesetzt waren.
Neben Besuchen der politischen Führung der DDR besuchten im Rahmen des Kulturangebots auch Musikkünstler wie die Puhdys, Oktoberklub und Eva-Maria Hagen die Hochschule für Auftritte. 1981 fand die Pressekonferenz des Bundeskanzlers Helmut Schmidt während seines Besuchs in der DDR in der Jugendhochschule am Bogensee statt. Zur Vorbereitung wurden für rund 70 Millionen DDR-Mark die gröbsten Bauschäden beseitigt, und das Haupthaus erhielt einen frischen Anstrich.

### Seit 1990

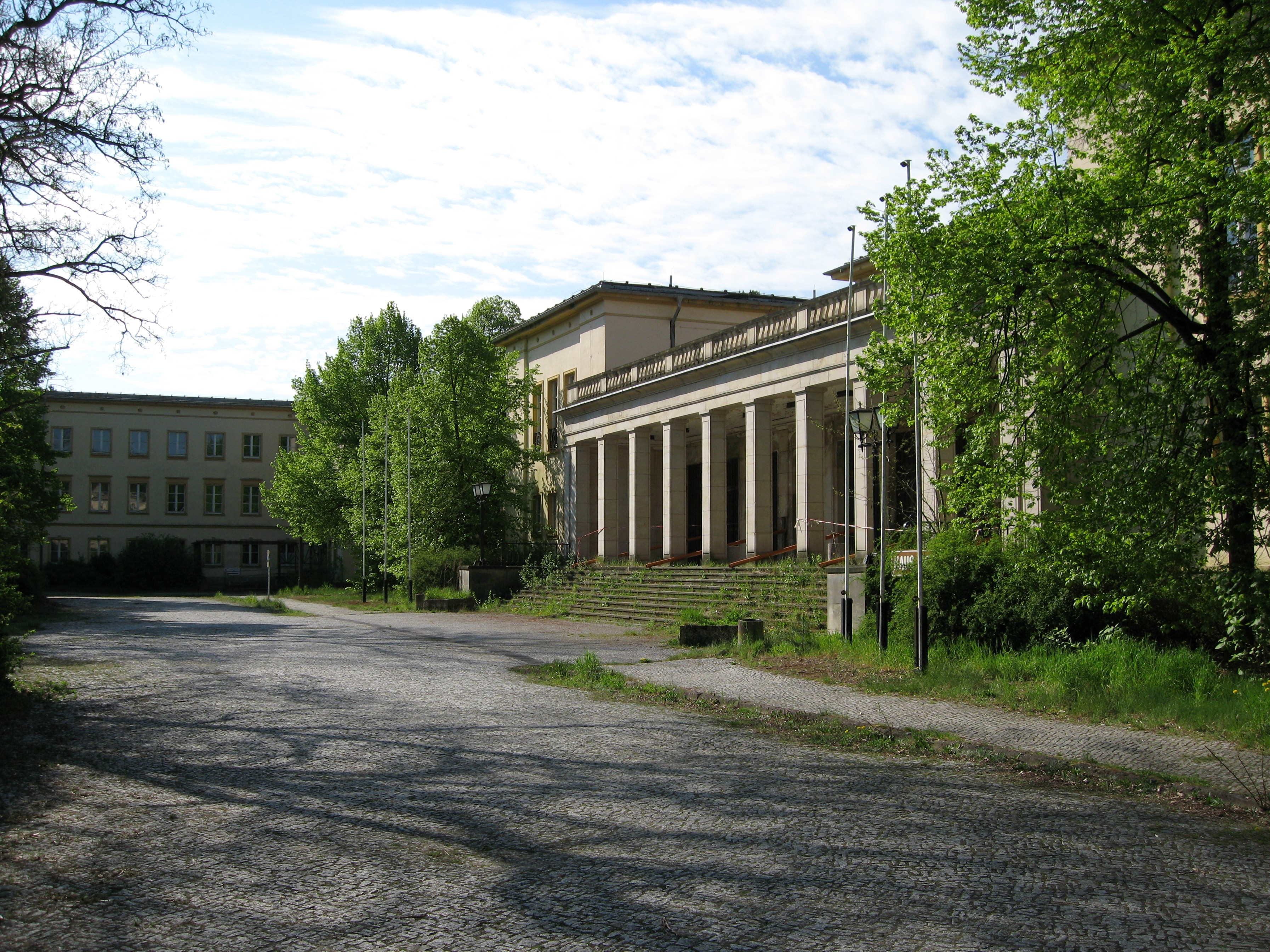
Kulturhaus (Südgebäude), 2008

Die Jugendhochschule wurde mit der friedlichen Revolution in der DDR von der Treuhandanstalt abgewickelt, und das gesamte Gelände fiel wieder an das Land Berlin als Eigentümer. Mitte Juni 1990 fand dort die vom damaligen Ministerium für Umweltschutz und Reaktorsicherheit der Regierung de Maizière einberufene, später Bogensee-Konferenz genannte Zusammenkunft statt, die den Verkauf der DDR-Energiebetriebe an die großen westdeutschen Stromkonzerne besiegelte.
Zunächst zog der gemeinnützige Internationale Bund für Sozialarbeit als Nutzer ein. Nun wurden Jugendliche für die Sozialarbeit ausgebildet, ein Gebäude diente auch als Hotel. Weil das Konzept defizitär war, gab es danach neue Projekte, wie von 1991 bis 1999 das Internationale Bildungszentrum (IBC). Danach fanden bis 2005 in den Hochschulgebäuden noch jährlich einmal Schulungen der Berliner Polizei statt. Seither stehen die denkmalgeschützten Gebäude leer und sind dem Verfall preisgegeben.
Der einzige Betrieb auf dem Gelände war zwischen Mitte der 2000er Jahre und dem Jahr 2008 die Berliner Forstverwaltung mit ihrer Verwaltung in der ehemaligen Goebbelsschen Blockhütte und ihrer Waldschule, die Kindern die heimische Natur näher bringen will. Die Waldschule wird seitdem weiterhin unterhalten. Die von der Waldschule genutzten Gebäude wurden 2010 unter Denkmalschutzauflagen saniert. Weltweit wurde die Immobilie im Jahr 2008 zum Verkauf ausgeschrieben. Das durch den Immobilienfonds Berlin initiierte Bieterverfahren wurde im Frühjahr 2009 ausgesetzt, obwohl sich viele Kaufinteressenten gemeldet hatten. Die eingereichten Nutzungskonzepte waren inakzeptabel, da sie nicht den gesamten Komplex umfassten. Die ebenfalls leerstehende Goebbelssche Blockhütte wurde bei einem Dachstuhlbrand am 14. Mai 2015 schwer beschädigt und verfiel. In den Folgejahren wurde dieses Haus abgerissen; im Oktober 2019 lag das Kellergeschoss frei und wurde anschließend verfüllt.
Im Januar 2015 gründete sich ein Förderverein zum Erhalt der Gebäude und deren Nutzung als internationale Akademie mit Bildungsangeboten für Akademiker aus Krisengebieten. Offenbar hat dieser Verein aber nichts verändern können (Stand Ende 2020).
Die Beschlüsse des Landes Berlin nach 2015 sehen vor, dass das Areal nicht verkauft wird. Erstens hatten sich bei weiteren Ausschreibungen keine vernünftigen Nutzungskonzepte ergeben und zweitens befürchten die Verantwortlichen, dass nach Ablauf der gesetzlich auf zehn Jahre festschreibbaren Nutzung im Kaufvertrag rechtsextreme Gruppen über vorherige Strohmänner als Nutzer in Erscheinung treten könnten. Konkret sagte die Geschäftsführerin der Berliner Immobilienmanagement GmbH, Birgit Möhring: „Wir können nicht dauerhaft Einfluss nehmen, wer die Immobilie nutzt. Und da haben wir Bauchschmerzen.“ Darum wird der Abschluss eines langfristigen Pachtvertrages angestrebt.
Anfang des Jahres 2020 gründete sich die Initiative Leben und Kreativ Campus Bogensee (LKC), der bis Ende 2020 zwanzig Personen beigetreten sind. Ein akzeptiertes Nutzungskonzept lag Ende 2020 noch nicht vor, doch die Mitglieder der Initiative haben umfangreiche Pläne in Arbeit. Diese sehen vor, auf dem Bogensee-Areal eine Kombination aus Wohnmöglichkeiten (für rund 250 Dauerbewohner), Bildung, Gesundheit, Tourismus, Kunst, Kultur und Kreativität zu realisieren. Die Finanzierung stellen sich die Aktivisten der LKC so vor, dass mit den in der Gemeinde Wandlitz durch deren stetiges Wachstum erwirtschafteten Gewinnen die am Bogensee geplanten Projekte querfinanziert werden und sie stehen diesbezüglich in Gesprächen mit der Gemeindeverwaltung. In Goebbels’ ehemaligem Landhaus soll ein Museum eingerichtet werden, das auf die Geschichte des Ortes eingeht und als Schwerpunkt den Totalitarismus herausarbeiten will. Weitere konkrete Ziele sind ein Theater, eine Sporthalle mit Yoga und Meditationsmöglichkeiten, Werkstätten für Künstler. Die Realisierung soll in kleinen Schritten erfolgen und wahrscheinlich mindestens zehn Jahre dauern, Fördermittel der beteiligten Länder sollen nur minimal eingesetzt werden. Aus eigener Kraft will die Initiative die Hauptfinanzierung stemmen, bereits 2021 soll deshalb im Haus Reggio di Calabria mit experimentellem Wohnen begonnen werden, weil hier bereits alle Zimmer mit moderner Heizung ausgestattet worden sind, auch die vorhandenen Sanitäranlagen sind in einem guten Zustand. Anfang August 2021 wurde durch Medienberichte bekannt, dass eine führende Person der Initiative LKC Mitglied von Peter Fitzeks Reichsbürger-Organisation „Königreich Deutschland“ ist.
Im März 2024 wird wegen ausufernder Kosten zur Unterhaltung der Anlage von Berliner Abgeordneten ein Abriss aller Gebäude angestrebt. Kommunale Politiker halten dagegen.
Die Verwaltung des gesamten Geländes liegt in der Gemeinde Wandlitz, die den Bereich Bogensee als Wohnanlage zum Ortsteil Lanke ausweist.

## Bekannte Hochschulangehörige

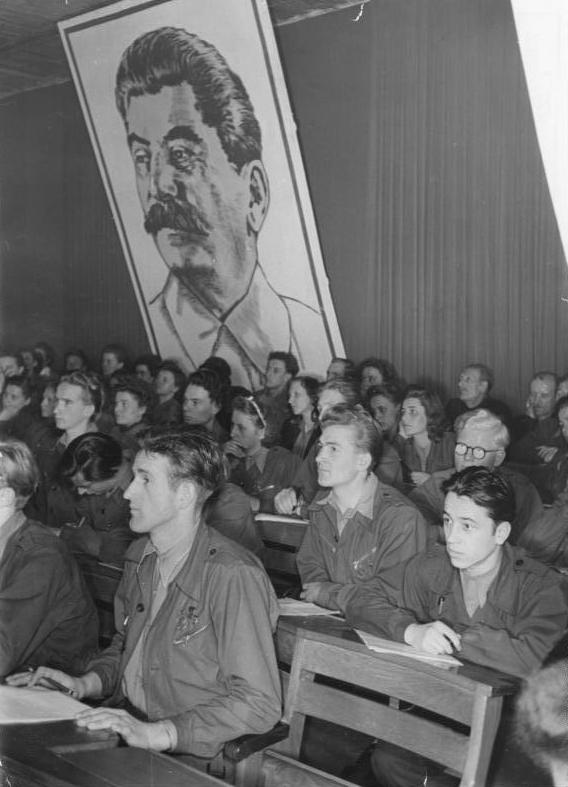
Studenten der Jugendhochschule, 1952

### Leitung
- Werner Götze, Hans Jäschke[23]
- Theo Neumann[24]
- Klaus Böttcher, Direktor (1978–1988)
- Ulrich Kasper[25]

### Dozenten
- Ralf Christoffers, Dozent und stellvertretende Lehrstuhlleitung für Philosophie[26]
- Dagmar Enkelmann, Lehrkraft für Geschichte
- Wolfgang Leonhard, Betreuer und Lektor vor 1949[27]

### Absolventen
- Hermann von Berg[28]
- Tamara Bunke[29]
- Ralf Christoffers [s. o.]
- Adrian Geiges
- Axel Henschke[26]
- Kirsi Marie Liimatainen
- Heinz Vietze[26]
- Hans-Dieter Fritschler
- Hermann Weber[30]

## Medien
- DDR Geheim. Die FDJ-Kaderschmiede am Bogensee. Sendereihe Der Osten – Entdecke, wo du lebst, Mitteldeutscher Rundfunk (MDR), 2013, 30 min.
- Kirsi Marie Liimatainen: Comrade, Where Are You Today? Der Traum der Revolution. Deutschland/Finnland 2016, 110 min.